# Idomeni
Idomeni (en griego: Ειδομένη) es una pequeña localidad del municipio griego de Peonia, situado en la frontera de este país con Macedonia del Norte. Antes de 1926 era denominada Sehovo (en griego: Σέχοβο; en macedonio: Сехово).

## Localización
Idomeni se encuentra a 65 metros sobre el nivel del mar, en la vertiente del monte Kouri, a la orilla oeste del río Axios, cercano a la frontera con Macedonia del Norte. Este núcleo de población pertenece administrativamente al municipio de Peonia y a la unidad municipal Axioúpoli, que está incluida en la unidad periférica de Kilkís. Idomeni tiene la primera estación de ferrocarril de entrada a Grecia por el norte, que se conecta mediante línea de ferrocarril con Salónica y Belgrado.

## Historia
En la Edad Antigua ya existía un lugar poblado con el nombre de Idomeni o Idomene pero probablemente quedó destruido y posteriormente se repobló con el nombre de Sehovo, el cual perduró hasta que en 1926 se recuperó el nombre primitivo.
Durante la guerra de independencia de Grecia, en 1821, los habitantes de Sechovo/Idomeni se sublevaron contra las autoridades otomanas cuando Zafirios Stamatiades se erigió como líder de la independencia. En 1824 los otomanos destruyeron la población como represalia por la participación en la revuelta. Desde el año 1870 hasta las guerras de los Balcanes, el lugar fue escenario de numerosos enfrentamientos armados entre griegos y búlgaros. En la revolución macedonia de 1878, que surgió por el Tratado de San Stefano, la gente de Idomeni se organizó en grupos armados comandados por Dellios Kovatsis, Stogiannis (Stoikos) Stoides y Nicolaos Stoides. Durando el conflicto de 1904-1908 los naturales de Idomeni se destacaron luchando en el bando griego contra los búlgaros. Entre ellos estuvieron Georgios Stamatiades, su hijo Zafirios Stamatiades Papazafiriou, sus nietos Georgios Papazafiriou y Gregorios Papazafiriou, y también Stylianos Kovatsis.

## Campo de refugiados
Debido a que es una ciudad fronteriza, desde 2014 han pasado por Idomeni un gran número de refugiados procedentes de la guerra civil en Siria, pero también emigrantes venidos de Afganistán, Pakistán y otros países de Oriente Medio. Esta ruta es la escogida por los emigrantes porque comunica con países no incluidos en el espacio de Schengen. Con los ataques de Francia y Rusia contra el grupo terrorista Estado Islámico, la migración ha ido en aumento. 
El gobierno griego, para cumplir con acuerdos con la Unión Europea, ha decidido cerrar la frontera y ha establecido un campo de refugiados en esta localidad, permitiendo el paso de solo unos pocos cada día.